# Малфа
Ма̀лфа (на италиански: Malfa; на сицилиански: Marfa, Марфа) е село и община в Южна Италия, административно част от провинция Месина, автономен регион и остров Сицилия. Разположено е на 100 m надморска височина. Населението на общината е 1001 души (към 2011 г.).
Малфа е една от трите общини, намиращи се на остров Салина, един от Еолийските острови